# Copula (Mathematik)
Eine Copula (Pl. Copulas oder Copulae) ist eine Funktion, die einen funktionalen Zusammenhang zwischen den Randverteilungsfunktionen verschiedener Zufallsvariablen und ihrer gemeinsamen Wahrscheinlichkeitsverteilung angeben kann.
Mit ihrer Hilfe kann man stochastische Abhängigkeit deutlich flexibler modellieren als beispielsweise mit Korrelationskoeffizienten.

## Definition
Eine Copula ist eine multivariate Verteilungsfunktion {\displaystyle C\colon [0,1]^{n}\rightarrow [0,1]},
deren eindimensionale Randverteilungen gleichverteilt über dem Intervall {\displaystyle [0,1]} sind. Formal ausgedrückt bedeutet dies folgendes:
- {\displaystyle C} ist multivariate Verteilungsfunktion, das heißt
  - {\displaystyle \forall u\in [0,1]^{n}\colon \min\{u_{1},\dotsc ,u_{n}\}=0\implies C(u)=0},
  - {\displaystyle C} ist {\displaystyle n}-steigend, das heißt, für jedes Hyperrechteck {\displaystyle R=\prod _{i=1}^{n}[x_{i},y_{i}]\subseteq [0,1]^{n}} ist das {\displaystyle C}-Volumen nicht negativ: {\displaystyle V_{C}\left(R\right):=\sum _{\mathbf {z} \in \prod _{i=1}^{n}\{x_{i},y_{i}\}}(-1)^{N(\mathbf {z} )}C(\mathbf {z} )\geq 0}, wobei {\displaystyle N(\mathbf {z} ):=|\{k\mid z_{k}=x_{k}\}|},

- Die eindimensionalen Randverteilungen von {\displaystyle C} sind uniform auf dem Einheitsintervall: {\displaystyle \forall j\in \{1,\dotsc ,n\}\forall u=(u_{1},\dotsc ,u_{n})\in \{1\}^{j-1}\times [0,1]\times \{1\}^{n-j}\colon C(u)=u_{j}}.

Die Forderung an die Randverteilungen lässt sich wie folgt motivieren:
Für {\displaystyle n\in \mathbb {N} } beliebig verteilte Zufallsvariablen {\displaystyle X_{1},X_{2},\dotsc ,X_{n}} mit stetigen Verteilungsfunktionen {\displaystyle F_{X_{i}}} ({\displaystyle i\in \{1,2,\dotsc ,n\}}) ist die Zufallsvariable {\displaystyle F_{X_{i}}(X_{i})} gleichverteilt über dem Intervall {\displaystyle [0,1]}.
Zusammen mit dem folgenden Satz von Sklar wird die Trennung von Randverteilungen und Abhängigkeiten unter diesen möglich.

## Satz von Sklar
Im Folgenden sei {\displaystyle {\overline {\mathbb {R} }}:=\mathbb {R} \cup \{-\infty ,+\infty \}} eine Erweiterung der reellen Zahlen.
Sei {\displaystyle F\colon {\overline {\mathbb {R} }}^{n}\rightarrow [0,1]} eine {\displaystyle n}-dimensionale Verteilungsfunktion (multivariate Verteilungsfunktion) mit eindimensionalen Randverteilungen {\displaystyle F_{1},\dotsc ,F_{n}\colon {\overline {\mathbb {R} }}\rightarrow [0,1]}. Dann existiert eine {\displaystyle n}-dimensionale Copula {\displaystyle C}, sodass für alle {\displaystyle (x_{1},\dotsc ,x_{n})\in {\overline {\mathbb {R} }}^{n}\ } gilt:
{\displaystyle F(x_{1},x_{2},\dotsc ,x_{n})=C\left(F_{1}\left(x_{1}\right),\dotsc ,F_{n}\left(x_{n}\right)\right).}
Sind alle {\displaystyle F_{i}} stetig, so ist die Copula eindeutig.

## Fréchet-Hoeffding-Schranken
Für jede {\displaystyle n}-variate Copula {\displaystyle C} gelten die untere Fréchet-Hoeffding-Schranke:
- {\displaystyle C(u_{1},\ldots ,u_{n})~\geq ~\max \left\{\sum \limits _{i=1}^{n}{u_{i}}+1-n,~0\right\}~=:~W(u_{1},\ldots ,u_{n})},

und die obere Fréchet-Hoeffding-Schranke:
- {\displaystyle C(u_{1},\ldots ,u_{n})~\leq ~\min\{u_{1},\ldots ,u_{n}\}~=:~M(u_{1},\ldots ,u_{n})}.

Die obere Schranke {\displaystyle M} ist selbst eine Copula, die untere Schranke {\displaystyle W} hingegen nur für {\displaystyle n=2}.

## Anwendung
Copulae werden eingesetzt, um Rückschlüsse auf die Art der stochastischen Abhängigkeit verschiedener Zufallsvariablen zu erzielen oder um Abhängigkeiten gezielt zu modellieren. Sie werden beispielsweise in der Kreditrisikoanalyse eingesetzt, um Aussagen über einen gehäuften Bankrott mehrerer Schuldner innerhalb eines Anleihenportfolios machen zu können. 
Analog sind Anwendungen im Versicherungsbereich üblich. Dort stellen gehäuft auftretende Schäden verschiedener Schadenarten ein finanzielles Problem dar. Beispiel hierfür ist ein zu beobachtender Zusammenhang zwischen Sturm- und Hochwasserschäden. Eine weitere zentrale Anwendung im Bereich der Finanzmathematik ist die Modellierung von operationellen Risiken und die Modellierung der Abhängigkeiten zwischen den Risikoarten (Kredit- und Marktrisiko, Versicherungsrisiko und Kreditrisiko etc.).

## Beispiele für Copulae

Simulation der bivariaten Gumbel-Copula, lambda = 2, 1500 Punkte

- Die empirische Copula wird aus den Daten geschätzt
- Die einfachste Form der Copula ist die Unabhängigkeitscopula (Produktcopula)

{\displaystyle C(u_{1},\ldots ,u_{n})=\prod \limits _{i=1}^{n}u_{i}=u_{1}\cdot \ldots \cdot u_{n}}.
Sie steht für stochastisch unabhängige Zufallsvariablen {\displaystyle U_{1},\ldots ,U_{n}}, die gemäß der Copula C verteilt sind. In Zeichen: {\displaystyle (U_{1},\ldots ,U_{n})\sim C}
- Die obere Fréchet-Hoeffding-Schranke, ebenfalls eine Copula, ist gegeben durch

{\displaystyle C(u_{1},\ldots ,u_{n})=\min _{i=1,\ldots ,n}u_{i}}.
Sie beschreibt perfekte positive stochastische Abhängigkeit (totale positive Korrelation).
- Die untere Fréchet-Hoeffding-Schranke ist nur im bivariaten Fall eine Copula:

{\displaystyle C(u_{1},u_{2})=\max\{u_{1}+u_{2}-1,0\}}.
Sie beschreibt eine perfekte negative stochastische Abhängigkeit zweier Zufallsvariablen.
- Die Normal- oder auch Gauß-Copula wird mit Hilfe der Verteilungsfunktion der Normalverteilung {\displaystyle F(\cdot )} definiert. So ist

{\displaystyle C(u_{1},u_{2})=F_{2}(F^{-1}(u_{1}),F^{-1}(u_{2}),\rho )\,}
eine Copula, wobei {\displaystyle F_{2}(\cdot ,\cdot ,\rho )} die bivariate Verteilungsfunktion zweier standard-normalverteilter Zufallsvariablen mit dem Korrelationskoeffizienten {\displaystyle \rho } ist.
Erzeugt man Punkte, die gemäß der Normal-Copula mit Parameter {\displaystyle \rho =0.5} verteilt sind, ergibt sich bereits eine leichte Konzentration dieser entlang der Winkelhalbierenden. 

Simulation der bivariaten Normal-Copula, rho = 0.5, 1500 Punkte

- Die nach Emil Julius Gumbel benannte Gumbel-Copula wird mit Hilfe der Exponentialfunktion und dem natürlichen Logarithmus definiert

{\displaystyle C_{\lambda }(u_{1},u_{2})=\exp \left(-\left(\left(-\ln u_{1}\right)^{\lambda }+\left(-\ln u_{2}\right)^{\lambda }\right)^{1/\lambda }\right)},
wobei {\displaystyle \lambda \geq 1} als Parameter fest zu wählen ist.
Erzeugt man Punkte, die gemäß der Gumbel-Copula mit Parameter {\displaystyle \lambda >1} verteilt sind, ergibt sich insbesondere eine Punkthäufung in der Nähe des Punktes {\displaystyle (1,1)}. 

## Archimedische Copulae
Archimedische Copulae stellen eine Klasse von Copulae dar. Diese lassen sich wie folgt beschreiben:
Sei {\displaystyle \varphi \colon [0,1]\rightarrow [0,\infty ]} eine stetige, streng monoton fallende Funktion mit {\displaystyle \varphi (1)=0}. Bezeichne {\displaystyle \varphi ^{[-1]}\colon [0,\infty ]\rightarrow [0,1]\ } die Pseudo-Inverse von {\displaystyle \varphi }, d. h.
{\displaystyle \varphi ^{[-1]}(t):={\begin{cases}\varphi ^{-1}(t),&{\textrm {falls}}\ 0\leq t\leq \varphi (0)\\0,&{\textrm {sonst}}\end{cases}}}
Mit Hilfe von {\displaystyle \varphi } und {\displaystyle \varphi ^{[-1]}} lässt sich nun eine bivariate Funktion definieren:
{\displaystyle C\colon [0,1]^{2}\rightarrow [0,1],\quad C(u,v):=\varphi ^{[-1]}\left(\varphi \left(u\right)+\varphi \left(v\right)\right)}
Die Funktion {\displaystyle C} ist genau dann eine Copula, wenn {\displaystyle \varphi } konvex ist. In diesem Fall heißt {\displaystyle \varphi } Erzeuger oder Generator der Copula. Offensichtlich ist {\displaystyle C} symmetrisch, d. h. {\displaystyle C(u,v)=C(v,u)} für alle {\displaystyle u,v\in [0,1]}.
Beispiele für archimedische Copulae sind:
- Gumbel-Copula: Ihr Erzeuger ist die Funktion {\displaystyle \varphi (t)=(-\ln t)^{\lambda }} mit Parameter {\displaystyle \lambda \geq 1}.

Damit ergibt sich {\displaystyle \varphi ^{[-1]}(t)=\exp \left(-t^{\frac {1}{\lambda }}\right)} und damit die Gumbel-Copula {\displaystyle C_{\lambda }(u,v)} wie oben.
- Clayton-Copula: Ihr Erzeuger ist die Funktion {\displaystyle \varphi (t)={\frac {1}{\Theta }}\left(t^{-\Theta }-1\right)} mit Parameter {\displaystyle \Theta >0}.

Damit ist {\displaystyle \varphi ^{[-1]}(t)=\left(\Theta \cdot t+1\right)^{-{\frac {1}{\Theta }}}} und die bivariate Clayton-Copula ergibt sich zu:
{\displaystyle C(u,v)=\left(u^{-\Theta }+v^{-\Theta }-1\right)^{-{\frac {1}{\Theta }}}}
- Frank-Copula: Ihr Erzeuger ist die Funktion {\displaystyle \varphi (t)=-\ln \left({\frac {e^{-\Theta \cdot t}-1}{e^{-\Theta }-1}}\right)} mit Parameter {\displaystyle \Theta >0}.

Archimedische Copulae werden oft angewandt, da es sehr einfach ist, Zufallszahlen daraus zu generieren.

## Extremwertcopula

### Definition
Eine Copula {\displaystyle C} heißt Extremwertcopula, wenn es die Copula
einer multivariaten Extremwertverteilung ist, d. h. es existiert eine multivariate Extremwertverteilung {\displaystyle G} mit univariaten Rändern {\displaystyle G_{1},\dots ,G_{n}}, dass gilt {\displaystyle C(u_{1},\dots ,u_{n})=G(G_{1}^{-1}(u_{1}),\dots ,G_{n}^{-1}(u_{n}))}.

### Lemma
Eine Copula {\displaystyle C} ist genau dann eine Extremwertcopula, wenn für {\displaystyle \mathbf {0} \leq \mathbf {u} =(u_{1},\dots ,u_{n})^{T}\leq \mathbf {1} } und {\displaystyle t>0} gilt {\displaystyle C(u_{1}^{t},\dots ,u_{n}^{t})=C^{t}(u_{1},\dots ,u_{n})}.
Ist {\displaystyle C} eine Extremwertcopula und sind {\displaystyle G_{1},\dots ,G_{n}} univariate Extremwertverteilungen, dann ist {\displaystyle G((x_{1},\dots ,x_{n})^{T}):=C(G_{1}(x_{1}),\dots ,G_{n}(x_{n}))}
eine multivariate Extremwertverteilung.

## Zusammenhang zwischen Copula und T-Norm
Jede bivariate assoziative und kommutative Copula ist eine T-Norm (siehe Grabisch et al. 2009). Beispielsweise sind die bivariate Produktcopula und beide bivariaten Fréchet-Hoeffding-Schranken gleichzeitig T-Normen.